# Grintovci
Grintovci este o arie protejată (arie de protecție specială avifaunistică — SPA) din Slovenia întinsă pe o suprafață de 31.958,35 ha, integral pe uscat.

## Localizare
Centrul sitului Grintovci este situat la coordonatele 46°24′08″N 14°43′43″E / 46.4022°N 14.7285°E.

## Înființare
Situl Grintovci a fost declarat arie de protecție specială avifaunistică în aprilie 2004 pentru a proteja 12 specii de animale.

## Biodiversitate
Situată în ecoregiunea alpină, aria protejată nu include niciun habitat protejat.
La baza desemnării sitului se află mai multe specii protejate de  păsări (12): minunița (Aegolius funereus), acvilă de munte (Aquila chrysaetos), cocoșul de mesteacăn (Bonasa bonasia), ciocănitoare neagră (Dryocopus martius), șoim călător (Falco peregrinus), muscar (Ficedula parva), ciuvică (Glaucidium passerinum), Lagopus mutus helveticus, pietrar sur (Oenanthe oenanthe), ciocănitoare de munte (Picoides tridactylus), cocoșul de mesteacăn (Tetrao tetrix tetrix),  cocoș de munte (Tetrao urogallus).